# 早稲田大学基幹理工学研究科・基幹理工学部
早稲田大学基幹理工学部（わせだだいがくきかんりこうがくぶ）は、早稲田大学が設置する理工学部。早稲田大学基幹理工学研究科（わせだだいがくきかんりこうがくけんきゅうか）は、早稲田大学が設置する大学院理工学研究科である。
早稲田大学理工学部は、日本の私立大学の理工学系教育機関としては最古の歴史を持つ。

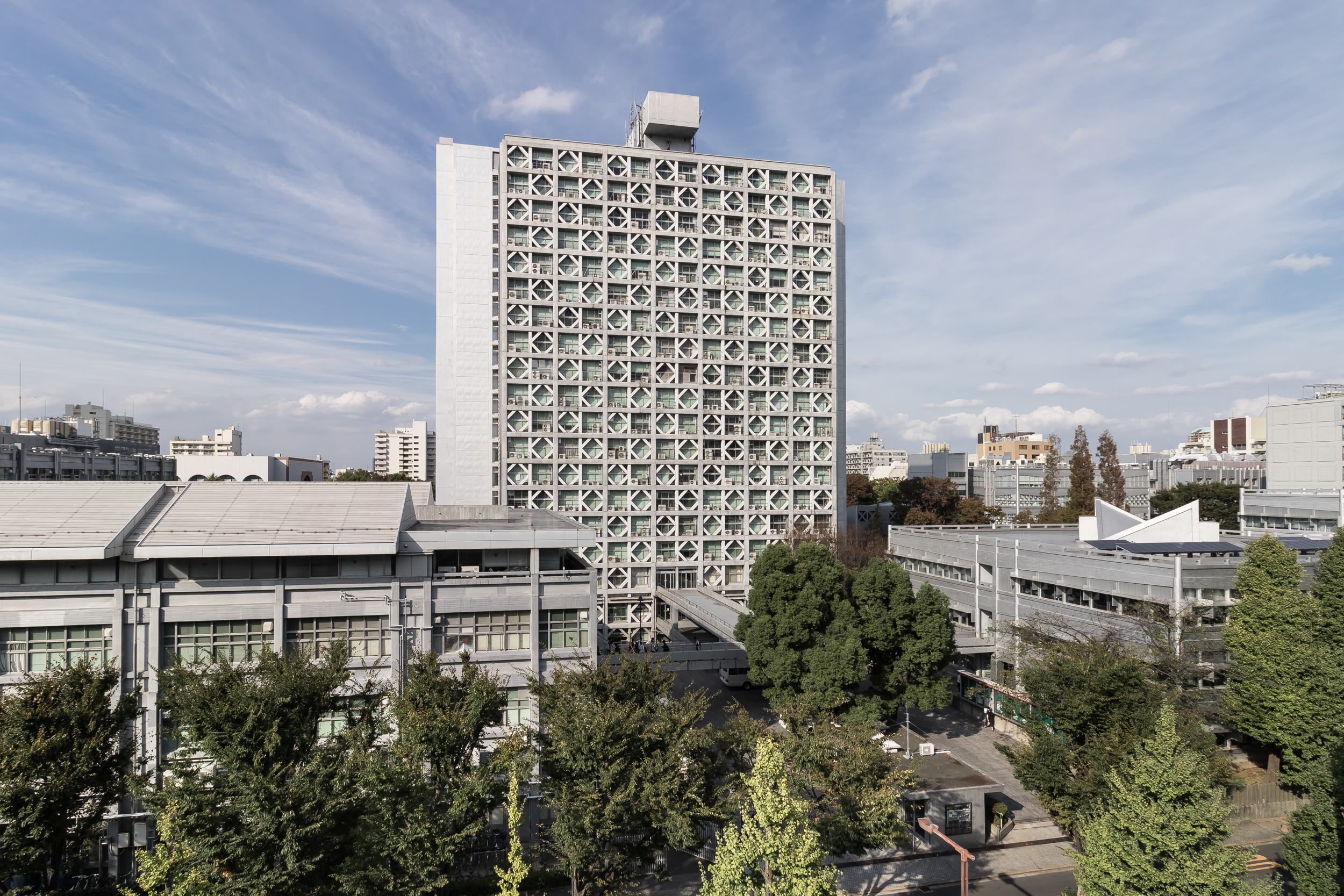
西早稲田キャンパス

## 概要
3つの学部(基幹理工学部、創造理工学部 、先進理工学部)、5つの研究科(基幹理工学研究科、創造理工学研究科、先進理工学研究科、環境・エネルギー研究科、情報生産システム研究科)を併せて理工学術院を構成する。
西早稲田キャンパスに本部を置く。1882年の東京専門学校創立時に、政治経済学科、法学科とともに設置された理学科をその起源とする。1908年、第五高等予科（理工科）を創設し、機械学科、電気学科の予科開設した。1920年の大学令時には、政治経済学部 、法学部、文学部、商学部とともに、理工学部が設置された。
1949年の新制の早稲田大学設置時には、第一理工学部と第二理工学部が設置されたが、第二理工学部は1968年に募集を停止し、第一理工学部はに理工学部に改称した。
2004年には、理工学術院設置。2007年に理工学部を、基幹理工、創造理工、先進理工の3学部・3研究科制に再編。それに伴い、理工学部は消滅する。
基幹理工学部には、数学科、応用数理学科、機械科学・航空宇宙学科、電子物理システム学科、情報理工学科、情報通信学科、表現工学科の7学科が設置されている。また、基幹理工学研究科には、数学応用数理学専攻、機械科学・航空宇宙専攻、電子物理システム学専攻、情報理工・情報通信専攻、表現工学専攻、材料科学専攻の6つの専攻が設置されている。

## 沿革
- 1882年 - 東京専門学校創立。法律学科、政治経済学科、理学科を設置
- 1886年 - 学部制を施行。私立法律学校特別監督条規制定
- 1902年 - 早稲田大学と改称
- 1904年 - 専門学校令準拠の旧制専門学校となる
- 1908年 - 第五高等予科（理工科）を創設し、機械学科、電気学科の予科開設
- 1920年 - 大学令により、法学部、政治経済学部、文学部、商学部、理工学部を設置
- 1925年 - 専門学校令準拠の大学部廃止
- 1949年 - 学制改革に伴い、新制大学設置。第一理工学部、第二理工学部を設置
- 1951年 - 新制大学院として工学研究科を設置
- 1961年 - 工学研究科を理工学研究科に改称
- 1967年 - 大久保キャンパスに移転
- 1968年 - 第二理工学部廃止に伴い、第一理工学部を理工学部に改称
- 2004年 - 理工学術院を設置
- 2007年 - 基幹理工、創造理工、先進理工の3学部・3研究科制に再編、理工学部は消滅。
- 2008年 - 理工学部100周年
- 2009年 - 大久保キャンパスを西早稲田キャンパスに改称

## 学部
- 基幹理工学部
  - 数学科
  - 応用数理学科
  - 機械科学・航空宇宙学科
  - 電子物理システム学科
  - 情報理工学科
  - 情報通信学科
  - 表現工学科

## 大学院
- 基幹理工学研究科
  - 数学応用数理学専攻
  - 機械科学・航空宇宙専攻
  - 電子物理システム学専攻
  - 情報理工・情報通信専攻
  - 表現工学専攻
  - 材料科学専攻

## 学部長
- 戸川望